# Rondania fasciata
Rondania fasciata là một loài ruồi trong họ Tachinidae.